# Malte Metzelder
Jan Malte Metzelder (ur. 19 maja 1982 w Haltern am See) – piłkarz niemiecki grający na pozycji środkowego obrońcy. Od 2007 roku jest zawodnikiem klubu FC Ingolstadt 04. Jest bratem Christopha Metzeldera, reprezentanta Niemiec.

## Kariera klubowa
Karierę piłkarską Metzelder rozpoczął w klubie TuS Haltern. Trenował także w juniorach SpVgg Erkenschwick i Preußen Münster. W 2001 roku awansował do kadry pierwszego zespołu Preußen Münster. 4 sierpnia 2001 zadebiutował w nim w Regionallidze w zremisowanym 1:1 wyjazdowym meczu z 1. FC Magdeburg. W Preußen Münster występował przez dwa sezony.
W 2003 roku Metzelder przeszedł do Borussii Dortmund. W Bundeslidze swój debiut zanotował 27 września 2003 w zwycięskim 1:0 domowym meczu z SC Freiburg. W pierwszym zespole Borussii rozegrał przez dwa lata 9 meczów. Grał też w rezerwach klubu z Dortmundu.
W 2005 roku Metzelder odszedł do grającego w Regionallidze VfR Aalen. Swój debiut w nim zaliczył 21 sierpnia 2005 w meczu z Bayernem Monachium II. W Aalen występował przez dwa sezony.
W 2007 roku Metzelder ponownie zmienił klub i podpisał kontrakt z FC Ingolstadt 04. W nowym klubie zadebiutował 27 lipca 2007 w meczu ze Stuttgarter Kickers (2:3). W 2008 roku awansował z Ingolstadt do 2. Bundesligi. W sezonie 2009/2010 grał w 3. Lidze, a od początku sezonu 2010/2011 ponownie występuje w 2. Bundeslidze.
| Sezon   | Klub                 | Kraj   | Rozgrywki     | Mecze | Bramki |
| ------- | -------------------- | ------ | ------------- | ----- | ------ |
| 2001/02 | Preußen Münster      | Niemcy | Regionalliga  | 23    | 0      |
| 2002/03 | Preußen Münster      | Niemcy | Regionalliga  | 29    | 0      |
| 2003/04 | Borussia Dortmund    | Niemcy | Bundesliga    | 9     | 0      |
| 2003/04 | Borussia Dortmund II | Niemcy | Regionalliga  | 12    | 0      |
| 2004/05 | Borussia Dortmund II | Niemcy | Regionalliga  | 12    | 0      |
| 2005/06 | VfR Aalen            | Niemcy | Regionalliga  | 21    | 0      |
| 2006/07 | VfR Aalen            | Niemcy | Regionalliga  | 23    | 1      |
| 2007/08 | FC Ingolstadt 04     | Niemcy | Regionalliga  | 27    | 1      |
| 2008/09 | FC Ingolstadt 04     | Niemcy | 2. Bundesliga | 14    | 0      |
| 2009/10 | FC Ingolstadt 04     | Niemcy | 3. Liga       | 28    | 3      |
| 2010/11 | FC Ingolstadt 04     | Niemcy | 2. Bundesliga | 28    | 2      |
| 2011/12 | FC Ingolstadt 04     | Niemcy | 2. Bundesliga |       |        |